# Anne-Marie Bubke
Anne-Marie Bubke (* 1967 in Sonthofen, Landkreis Oberallgäu) ist eine deutsche Schauspielerin und Hörspielsprecherin.

## Leben und Wirken
Anne-Marie Bubke absolvierte in München eine private Schauspielausbildung und hatte im Anschluss Engagements an privaten Münchner Theatern. Leander Haußmann holte sie ans Residenztheater München. Dort spielte sie 1992 in Shakespeares „Romeo und Julia“ die Julia und 1993 im Theaterprojekt „Rapid Eye Movement“ von Robert Lepage die Miranda und Ariel. In Schillers „Kabale und Liebe“ spielte sie 1996 die Luise und in „Geschichten aus dem Wiener Wald“ die Marianne. Am Schauspielhaus Bochum stellte sie in „Die Optimisten“ die Maria Berger dar und während der Intendanz von Anselm Weber am Schauspiel Essen war sie in den Stücken „Fucking Åmål“, „Bluthochzeit“ zu sehen und spielte in Shakespeares „Othello“ die Emilia. 1996 wurde sie mit dem Staatlichen Förderungspreis des Landes Bayern in Höhe von 10.000 DM ausgezeichnet.
Bubke war zudem als Filmschauspielerin in zahlreichen Fernsehproduktionen, darunter Tatort, Edel & Starck und Der Bulle von Tölz engagiert. Darüber hinaus war sie für den Bayerischen Rundfunk als Sprecherin in einer größeren Anzahl von Hörspielen im Einsatz.

## Filmografie
- 1991: Bir umut uğruna (türk. Film)
- 1992: Zum Greifen nah (Kurzfilm)
- 1993: Heidi
- 1994: Die Praktikantin
- 1994: Forsthaus Falkenau (Fernsehreihe)
- 1994: Silent Love (Kurzfilm)
- 1995: Ein kurzer beschissener Abend
- 1995: Tatort (Fernsehreihe) – Blutiger Asphalt
- 1997: Kabel und Liebe[4]
- 1997: Tatort (Fernsehreihe) – Der Teufel
- 1997: First Love – Die große Liebe (Fernsehreihe) – Corinne
- 1998: Krambambuli
- 1999: Der Durchbruch
- 2000: Auf eigene Gefahr (Fernsehreihe) – Sternstunde
- 2001: Dich schickt der Himmel
- 2001: Welcher Mann sagt schon die Wahrheit
- 2003: Glashimmel
- 2003: Der Bulle von Tölz (Fernsehreihe) –  Der Heiratskandidat
- 2003: Tatort (Fernsehreihe) – Außer Kontrolle
- 2005: Edel & Starck (Fernsehserie) – Die Leiden des Felix E.
- 2006: TKKG und die rätselhafte Mind-Machine
- 2006: Surprise! 12 Filme von Veit Helmer (Video)
- 2006: Die Rosenheim-Cops (Fernsehserie) – Wellness bis zum Ende

## Hörspiele (Auswahl)
- 1994: Claudia Wolff: Die Familie Schroffenstein oder Der Bürgerkrieg (Agnes) – Regie: Ulrich Gerhardt (Original-Hörspiel – BR/NDR/WDR/SFB)
- 1995: Michael Koser: Der letzte Detektiv (30. Folge: Virtuella) (Sonja, Klonkillerin) – Regie: Werner Klein (Original-Hörspiel, Kriminalhörspiel, Science-Fiction-Hörspiel – BR)
- 1996: Sabine Deitmer: Kalte Küsse (2 Teile) (Eva Wessel) – Bearbeitung und Regie: Erwin Weigel (Kriminalhörspiel, Hörspielbearbeitung – BR)
- 1996: Alfred Bergmann: Zikaden sind Einzelkämpfer (Sofie) – Regie: Erwin Weigel (Original-Hörspiel, Kriminalhörspiel – BR)
- 1996–2001: Georg K. Berres, Gordian Beck, Hans Rubinich, Bernhard Schulz, Tom Blaffer: Wer ist der Täter? Kriminalfälle zum Mitraten (4 Folgen) (Caterina/Maria/Edeltraut Klinger/Elizabeth Hopkins) – Bearbeitung und Regie: Erwin Weigel (Original-Hörspiel, Kurzhörspiel, Kriminalhörspiel, Rätselsendung – BR)
- 1997: Antonio Tabucchi: Indisches Nachtstück – Bearbeitung und Regie: Matthias Kunkel (Hörspielbearbeitung – BR)
- 1997: Jürgen Cleffmann: Nie wieder spielen (Junge Frau) – Bearbeitung und Regie: Irene Schuck (Hörspielbearbeitung – BR/ORF)
- 1997: Helma Sanders-Brahms: Anna Angsthase (Josefine) – Regie: Eva Demmelhuber (Original-Hörspiel, Kinderhörspiel – BR)
- 1997: Uwe Erichsen, Jens Hagen: Das 52. Wochenende (Ursel Westerhoff) – Bearbeitung und Regie: Marina Dietz (Original-Hörspiel, Kriminalhörspiel – BR)
- 1997: Gesualdo Bufalino: Klare Verhältnisse (Lietta) – Regie: Martina Boette-Sonner (Kriminalhörspiel, Hörspielbearbeitung – BR)
- 1999: James Robert Baker: Boy Wonder (Simone Gatane/Produktionsassistentin/Karen Quall) – Bearbeitung und Regie: Leonhard Koppelmann (Hörspielbearbeitung – BR)
- 1999: Jane Bowles: Schneeziegenmanöver (Zodelia) – Regie: Christiane Klenz (Hörspielbearbeitung – BR)
- 1999: Hugo Ball: Flametti oder: Vom Dandysmus der Armen (Traute) – Komposition und Regie: Klaus Buhlert (Hörspielbearbeitung – BR)
- 1999: Thomas Schmid: Sandra Sandkind (3 Teile) (Trolltroll) – Regie: Eva Demmelhuber (Original-Hörspiel, Kinderhörspiel – BR)
- 2000: Max Aub: Das Magische Labyrinth (2. Teil: Theater der Hoffnung. Jorge Mustieles) – Bearbeitung und Regie: Ulrich Gerhardt (Hörspielbearbeitung – BR/Eichborn Verlag)
- 2000: Rudolf Herfurtner: Gloriarosa (3 Teile) (Engerling/Schwein) – Regie: Eva Demmelhuber (Hörspielbearbeitung, Kinderhörspiel – BR)
- 2002: Max Aub: Das Magische Labyrinth (5. Teil: Am Ende der Flucht) (Sprecherin 1) – Bearbeitung und Regie: Ulrich Gerhardt (Hörspielbearbeitung – BR)